# Stephen Pearcy
Stephen Pearcy (Long Beach, 3 de julio de 1956) es un músico estadounidense, reconocido por su carrera como cantante de la banda de glam metal Ratt. Ayudó a catapultar a la banda al éxito de multiplatino durante una década, y escribió muchos de los hits de la agrupación como "Back for More", "You're in Love", "Way Cool Jr." y "Shame Shame Shame".
También ha estado en las bandas Arcade, Vicious Delite, Vertex, Nitronic y Band From Hell, además de grabar hasta la fecha seis álbumes en calidad de solista.

## Biografía

### Primeros años
En su adolescencia, Pearcy aspiraba a ser un piloto de carreras de primera clase y no expresó ningún deseo de convertirse en músico. Ocasionalmente asistía a algún concierto en la década de 1970; sin embargo, no había tocado ni una sola nota en toda su vida. Un día fue fuertemente golpeado por una motocicleta y tuvo que pasar seis meses recuperándose de su accidente. Mientras estaba allí, un amigo le prestó una guitarra acústica para que sobrellevara de mejor manera su extensa recuperación. Este hecho le bastó a Pearcy para cambiar su enfoque vocacional.
Al poco tiempo empezó a cantar y creó las bandas Firedome y Crystal Pystal, de corta duración. Más adelante empezó a escribir música original para una nueva banda, que llamó Mickey Ratt, creada en San Diego en 1977. Pearcy trasladó su banda a Los Ángeles en 1980 después de ver a una banda local, Van Halen, en 1978.

### Ratt, Arcade y Vertex
Ya instalado en Los Ángeles en 1980, decidió titular a su banda Ratt, solidificando la alineación original en 1983. Tocando en clubes como The Troubadour, The Roxy y The Whisky, Ratt acumuló una gran cantidad de seguidores. Después de publicar un EP del mismo nombre en 1983 y vender cerca de 200 mil copias, la agrupación lanzó su álbum Out of the Cellar con Atlantic Records en 1984. Compartiendo escenario con artistas como Mercyful Fate, Ozzy Osbourne, ZZ Top y Metallica, la banda alcanzó el estrellato rápidamente, y su álbum debut se convirtió en disco multiplatino.
Después de publicar cuatro discos multiplatino y tres de oro, Pearcy dejó la banda en febrero de 1992. Junto con Fred Coury, baterista de Cinderella, Pearcy formó la banda Arcade en 1992, publicando su álbum debut un año después. En 1996 se involucró en una banda de metal industrial llamada Vertex (con Al Pitrelli de Megadeth y el baterista Hiro Kuretani). Pearcy se reunió con Ratt en 1996, solo para dejar la banda por segunda vez en el 2000 en la víspera de una gira debido a diferencias en la asignación financiera entre los miembros de la agrupación.

### Carrera como solista y actualidad
Pearcy ha grabado cuatro discos en solitario bajo su propio sello independiente Top Fuel Records. El último de ellos, View to a Thrill, salió al mercado en 2018. Ha realizado giras en calidad de solista y ha salido de Ratt para luego regresar en varias ocasiones. En 2018 se anunció una nueva formación, con Juan Croucier, Pete Holmes, Jordan Ziff, Chris Sanders y el propio Pearcy. Poco tiempo después se anunció que la banda se encontraba en proceso de grabación de un nuevo trabajo discográfico.
A fines de julio de 2021, Pearcy reveló que ha estado en tratamiento contra un cáncer de hígado que le fue diagnosicado desde hace tres años.

## Músicos de su banda
- Stephen Pearcy – voz, guitarra, producción (1980–presente)
- Erik Ferentinos – guitarra, coros (2005–presente)
- Matt Thorne – bajo, teclados, coros (2005, 2013–presente)
- Scot Coogan – batería (2018-presente)
- Frankie Wilsey – guitarra, coros (1992–presente)
- Dario Seixas – bajo, coros (2009–2011)

## Discografía
| Con            | Año  | Título                   | Discográfica                           | Billboard | Ventas (EE. UU.)            |
| -------------- | ---- | ------------------------ | -------------------------------------- | --------- | --------------------------- |
| Ratt           | 1983 | Ratt                     | Time Coast / Atlantic                  | 133       | 150,000                     |
| Ratt           | 1984 | Out of the Cellar        | Atlantic                               | 7         | 5 millones                  |
| Ratt           | 1985 | Invasion of Your Privacy | Atlantic                               | 7         | 3 millones                  |
| Ratt           | 1986 | Dancing Undercover       | Atlantic                               | 26        | Platino+                    |
| Ratt           | 1988 | Reach for the Sky        | Atlantic                               | 17        | Platino+                    |
| Ratt           | 1990 | Detonator                | Atlantic                               | 23        | 750,000                     |
| Ratt           | 1991 | Ratt & Roll 81-91        | Atlantic                               | 57        | Platino                     |
| Arcade         | 1993 | Arcade                   | Sony                                   | 133       | 100,000+                    |
| Arcade         | 1994 | A/2                      | Sony                                   |           | 40,000+ (Epic/Sony Records) |
| Vicious Delite | 1995 | Vicious Delite           | Top Fuel Records                       |           |                             |
| Vertex         | 1996 | Vertex                   | Blue Dolphin                           |           |                             |
| Ratt           | 1997 | Collage                  | RATT Records                           |           |                             |
| Ratt           | 1999 | Ratt                     | Portrait Records                       | 169       | 200,000                     |
| Solo           | 2002 | Social Intercourse       | Top Fuel Records                       |           |                             |
| Solo           | 2006 | Fueler                   | Top Fuel Records                       |           |                             |
| Solo           | 2006 | Stripped                 | Sidewinder Records                     |           |                             |
| Solo           | 2008 | Under My Skin            | Top Fuel Records                       |           |                             |
| Ratt           | 2010 | Infestation              | Loud & Proud / Roadrunner Records/WEA  | 30        | 150,000+                    |
| Solo           | 2017 | Smash                    | Frontiers Music SRL / Top Fuel Records |           |                             |
| Solo           | 2018 | View to a Thrill         | Frontiers Music SRL / Top Fuel Records |           |                             |